# Campeonato Mundial de Ginástica Artística de 2011 - Solo feminino
A competição de solo feminino do Campeonato Mundial de Ginástica Artística de 2011 teve sua final disputada no dia 16 de outubro. A qualificatória que definiu as ginastas finalistas foi disputada em 7 e 8 de outubro.

## Medalhistas
| Ouro   | RUS Ksenia Afanasyeva |
| Prata  | CHN Lu Sui            |
| Bronze | USA Alexandra Raisman |

## Resultados

### Qualificatória
Esses são os resultados da qualificatória.
| Pos. | Ginasta               | Total  | Nota |
| ---- | --------------------- | ------ | ---- |
| 1    | USA Alexandra Raisman | 14,833 | Q    |
| 2    | CHN Lu Sui            | 14,600 | Q    |
| 3    | USA Jordyn Wieber     | 14,566 | Q    |
| 4    | CHN Yao Jinnan        | 14,533 | Q    |
| 5    | RUS Viktoria Komova   | 14,491 | Q    |
| 6    | ITA Vanessa Ferrari   | 14,466 | Q    |
| 7    | GBR Elizabeth Tweddle | 14,433 | Q    |
| 8    | ROU Diana Bulimar     | 14,400 | Q    |
| 9    | AUS Lauren Mitchell   | 14,391 | R    |
| 10   | RUS Ksenia Afanasyeva | 14,325 | R    |
| 11   | ROU Diana Chelaru     | 14,233 | R    |

- Q - qualificada para a final
- R - reserva

### Final
Esses são os resultados da final.
| Pos. | Ginasta               | Nota D | Nota E | Pen. | Total  |
| ---- | --------------------- | ------ | ------ | ---- | ------ |
|      | RUS Ksenia Afanasyeva | 6,100  | 9,033  |      | 15,133 |
|      | CHN Lu Sui            | 6,100  | 8,966  |      | 15,066 |
|      | USA Alexandra Raisman | 6,100  | 8,900  |      | 15,000 |
| 4    | CHN Yao Jinnan        | 6,000  | 8,866  |      | 14,866 |
| 5    | AUS Lauren Mitchell   | 6,300  | 8,433  |      | 14,733 |
| 6    | USA Jordyn Wieber     | 6,000  | 8,700  |      | 14,700 |
| 7    | GBR Elizabeth Tweddle | 6,100  | 8,500  | 0,1  | 14,500 |
| 8    | ROU Diana Chelaru     | 5,800  | 8,400  |      | 14,200 |